# Спуск Шестакова
Спуск Шестакова — спуск в Ленинском районе Севастополя, между площадью Лазарева и улицей Людмилы Павличенко.

## История
Это основной проезжий спуск, позволяющий на автомашине кратчайшим путем подняться из района центрального рынка и причалов Артиллерийской бухты к основным флотским и городским объектам, расположенным на Центральном холме.
Прежнее название спуска — Хрулевский. 3 января 1921 г. переименована в спуск Шестакова, по партийной кличке
Николай Шестаков Виктора Александровича Козлова, председателя Севастопольского подпольного ревкома партии и руководителя его военной секции в 1920 г., арестованного белогвардейцами 12 марта 1920 г. и по приказу генерала Я. А. Слащёва и расстрелянного на станции Джанкой.
При работах по восстановлению и реконструкции города в первые послевоенные годы была значительно расширена развязка дорог между спуском Шестакова, улицей Воронина и Большой Морской. Расширен съезд по спуску в сторону Нахимовского проспекта и Большой Морской улицей.